# UK Open 2018
Die Coral UK Open 2018 waren ein Ranglistenturnier im Dartsport und wurden vom 2. bis zum 4. März 2018 zum 16. Mal von der Professional Darts Corporation (PDC) veranstaltet. Austragungsort war zum fünften Mal das Butlin’s Resort in Minehead.

## Format
An dem Turnier nahmen insgesamt 128 Spieler teil. Das Teilnehmerfeld setzte sich aus den 96 bestplatzierten Spieler der UK Open Order of Merit und den 32 Gewinnern der UK Open Riley’s Qualifiers zusammen. Das Turnier wurde ohne Setzliste gespielt.
Die erste Runde trugen die Spieler der Plätze 65 bis 96 der UK Open Order of Merit und die 32 Spieler, die sich über die UK Open Riley’s Qualifiers qualifiziert hatten, aus. In der zweiten Runde kamen neben den 32 Siegern der ersten Runde die Plätze 33 bis 64 des UK Open Order of Merit hinzu. Die 32 bestplatzierten Spieler stiegen in der dritten Runde ein.
Das Turnier wurde im K.-o.-System gespielt. Spielmodus in den ersten beiden Runden war ein best of 11 legs. In der 3. Runde traten die 32 Gewinner der 2. Runde gegen die 32 bestplatzierten Teilnehmer der UK Open Order of Merit an. Ab dieser Runde wurde bis einschließlich des Viertelfinales ein best of 19 legs-Modus gespielt. Die Halbfinals und das Finale wurden in einem best of 21 legs-Modus ausgetragen.

## Preisgeld
Bei dem Turnier wurden insgesamt £ 350.000 an Preisgeldern ausgeschüttet. Das Preisgeld verteilte sich unter den Teilnehmern wie folgt:
| Position (Anzahl der Spieler) | Position (Anzahl der Spieler) | Preisgeld |
| ----------------------------- | ----------------------------- | --------- |
| Gewinner                      | (1)                           | £ 70.000  |
| Finalist                      | (1)                           | £ 35.000  |
| Halbfinalisten                | (2)                           | £ 17.500  |
| Viertelfinalisten             | (4)                           | £ 11.500  |
| Achtelfinalisten              | (8)                           | £ 6.500   |
| Verlierer der 4. Runde        | (16)                          | £ 3.500   |
| Verlierer der 3. Runde        | (32)                          | £ 1.750   |
|                               |                               |           |
| Nine dart finish              | (1)                           | £ 5,000   |

## Teilnehmer
Für die UK Open 2018 waren folgende 128 Spieler qualifiziert:
- Die 96 bestplatzierten Spieler der UK Open Order of Merit, die aus den sechs Qualifikationsturnieren, den UK Open Qualifiers 2018, erstellt wurde.
- Die 32 Gewinner der UK Open Riley’s Qualifiers

PDC UK Open Order of Merit

Plätze 1–32
1. Michael van Gerwen
2. Michael Smith
3. Krzysztof Ratajski
4. Corey Cadby
5. Gary Anderson
6. Rob Cross
7. Peter Wright
8. Daryl Gurney
9. Kim Huybrechts
10. Jeffrey de Zwaan
11. Darren Webster
12. Mervyn King
13. Zoran Lerchbacher*
14. John Henderson
15. Steve Beaton
16. Adrian Lewis
17. Steve West
18. Jamie Lewis
19. David Pallett
20. James Wade
21. Justin Pipe
22. Jelle Klaasen
23. Matthew Edgar
24. Jonny Clayton
25. Jamie Hughes
26. Simon Stevenson
27. Simon Whitlock
28. Dave Prins
29. Robert Thornton
30. Ian White
31. Martin Schindler
32. Kyle Anderson

Die Top 32 stiegen in der 3. Runde ein.
PDC UK Open Order of Merit

Plätze 33–64
1. Gerwyn Price
2. James Wilson
3. Robert Owen
4. Jason Lowe
5. Joe Cullen
6. Nathan Aspinall
7. Keegan Brown
8. Alan Norris
9. Nathan Rafferty
10. Danny Noppert
11. Vincent van der Voort
12. John Goldie*
13. David Evans
14. Richard North
15. Vincent Kamphuis
16. Jermaine Wattimena
17. Stephen Bunting
18. Stuart Kellett
19. José Justicia
20. Wayne Jones
21. Mike Norton
22. Gabriel Clemens
23. Carl Wilkinson
24. Andrew Gilding
25. Geert Nentjes
26. Antonio Alcinas
27. Dave Chisnall
28. Raymond van Barneveld
29. Chris Dobey
30. James Richardson
31. Maik Langendorf*
32. Ted Evetts

Die Spieler der Plätze 33–64 stiegen in der 2. Runde ein.
PDC UK Open Order of Merit

Plätze 65–96
1. Michael Rasztovits
2. Ron Meulenkamp
3. Kirk Shepherd
4. Richie Burnett
5. Ricky Evans
6. Mark Walsh
7. Cody Harris
8. William O’Connor*
9. Terry Jenkins
10. Chris Quantock
11. Michael Barnard
12. Bradley Brooks
13. Dirk van Duijvenbode
14. Ryan Meikle
15. Dimitri Van den Bergh
16. Paul Nicholson
17. Luke Humphries
18. Cristo Reyes
19. Rene Berndt**
20. René Eidams
21. Lee Evans
22. Ryan Harrington
23. Robert Rickwood
24. Mickey Mansell
25. Andy Jenkins
26. Benito van de Pas
27. Mick McGowan*
28. Darren Johnson
29. John Part
30. Prakash Jiwa
31. Adam Hunt
32. George Killington

** Rene Berndt sagte aus gesundheitlichen Gründen die Teilnahme ab
Die Spieler starteten in der 1. Runde.
UK Open Riley’s Qualifiers
- Andrew Davidson*
- Michael Burgoine
- Joe Davis
- Andrew Johnson
- Jason Mold
- Tony Mitchell
- Ian Jopling
- Mark Craddock
- Liam Kelly
- Benjamin McClelland
- Mark Rice*
- Paul Hogan
- Daniel Airey
- Alex Roy
- Chris Lacey*
- Andy Hamilton
- Craig Winstanley*
- Harry Ward
- Simon Tate
- Daniel Lee
- Martin Atkins
- Dan Read
- Scott Robertson*
- Martin Biggs
- Paul Whitworth
- Darren Brown
- Andy Hibbert
- Darryl Pilgrim
- John Scott
- Andreas Hajimena
- John Morris
- Andrew Pullen

Die Spieler starteten in der 1. Runde.
*aufgrund der Witterungsverhältnisse mussten mehrere Spieler ihre Teilnahme am Turnier absagen

## Ergebnisse

### 1. Runde
Freitag, 2. März

Qualifikanten der Riley Pub Qualifiers werden mit (Q) gekennzeichnet.
| Nr. | Spieler 1           | Ergebnis | Spieler 2             |  | Nr. | Spieler 1               | Ergebnis | Spieler 2             |
| --- | ------------------- | -------- | --------------------- |  | --- | ----------------------- | -------- | --------------------- |
| 1   | Andrew Davidson (Q) | -        | Michael Burgoine (Q)  |  | 2   | René Eidams             | 6 : 4    | Andrew Johnson (Q)    |
| 3   | Michael Barnard     | -        | Scott Robertson (Q)   |  | 4   | Lee Evans               | 6 : 3    | Dimitri Van den Bergh |
| 5   | Dan Read (Q)        | 5 : 6    | Joe Davis (Q)         |  | 6   | Bradley Brooks          | 6 : 4    | Chris Quantock        |
| 7   | Paul Nicholson      | 6 : 5    | Terry Jenkins         |  | 8   | Kirk Shepherd           | 6 : 4    | Adam Hunt             |
| 9   | Andrew Pullen (Q)   | -        | Mark Rice (Q)         |  | 10  | Simon Tate (Q)          | 3 - 6    | Michael Rasztovits    |
| 11  | Liam Kelly          | 0 : 6    | Luke Humphries        |  | 12  | Mark Walsh              | 2 : 6    | Alex Roy (Q)          |
| 13  | Robert Rickwood     | -        | Rene Berndt           |  | 14  | Daniel Lee (Q)          | 0 : 6    | Harry Ward (Q)        |
| 15  | John Morris (Q)     | 2 : 6    | John Part             |  | 16  | Mickey Mansell          | 5 : 6    | Ryan Meikle           |
| 17  | Darryl Pilgrim (Q)  | 6 : 2    | Ian Jopling (Q)       |  | 18  | Benjamin McClelland (Q) | 4 : 6    | David Airey (Q)       |
| 19  | Chris Lacey (Q)     | -        | Martin Biggs (Q)      |  | 20  | Ryan Harrington         | 6 : 5    | Richie Burnett        |
| 21  | Ricky Evans         | 6 : 1    | Andreas Hajiminia (Q) |  | 22  | Mick McGowan            | -        | Dirk van Duijvenbode  |
| 23  | Cody Harris         | 6 : 1    | Tony Mitchell (Q)     |  | 24  | Craig Winstanley (Q)    | -        | Mark Craddock (Q)     |
| 25  | Andy Hamilton (Q)   | -        | William O’Connor      |  | 26  | Martin Atkins (Q)       | 3 : 6    | Paul Whitworth (Q)    |
| 27  | Darren Brown (Q)    | 5 : 6    | Paul Hogan (Q)        |  | 28  | Cristo Reyes            | 5 : 6    | Benito van de Pas     |
| 29  | Ron Meulenkamp      | 6 : 5    | Andy Hibbert (Q)      |  | 30  | George Killington       | 6 : 4    | Andy Jenkins          |
| 31  | Jason Mold (Q)      | 6 : 5    | Prakash Jiwa          |  | 32  | Darren Johnson          | 4 : 6    | John Scott (Q)        |

### 2. Runde
| Nr. | Spieler 1             | Ergebnis | Spieler 2            |  | Nr. | Spieler 1          | Ergebnis | Spieler 2             |
| --- | --------------------- | -------- | -------------------- |  | --- | ------------------ | -------- | --------------------- |
| 1   | Antonio Alcinas       | 4 : 6    | Alex Roy (Q)         |  | 2   | James Wilson       | 2 : 6    | Gerwyn Price          |
| 3   | Alan Norris           | 4 : 6    | Dirk van Duijvenbode |  | 4   | Mike Norton        | 5 : 6    | Raymond van Barneveld |
| 5   | Vincent van der Voort | 6 : 3    | Martin Biggs (Q)     |  | 6   | Benito van de Pas  | 4 : 6    | David Evans           |
| 7   | Lee Evans             | 5 : 6    | Chris Dobey          |  | 8   | Paul Hogan (Q)     | -        | John Goldie           |
| 9   | Danny Noppert         | 3 : 6    | Ryan Harrington      |  | 10  | Stuart Kellett     | 1 : 6    | David Airey (Q)       |
| 11  | Dave Chisnall         | 6 : 2    | René Eidams          |  | 12  | Vincent Kamphuis   | 3 : 6    | Kirk Shepherd         |
| 13  | Jason Mold (Q)        | 3 : 6    | Nathan Rafferty      |  | 14  | Darryl Pilgrim (Q) | 6 : 4    | Geert Nentjes         |
| 15  | Robert Owen           | 6 : 4    | Michael Burgoine (Q) |  | 16  | Andy Hamilton (Q)  | 0 : 6    | Jermaine Wattimena    |
| 17  | Luke Humphries        | 6 : 3    | Wayne Jones          |  | 18  | Stephen Bunting    | 6 : 2    | Bradley Brooks        |
| 19  | Paul Whitworth (Q)    | 0 : 6    | John Part            |  | 20  | José Justicia      | 2 : 6    | Joe Cullen            |
| 21  | Keegan Brown          | 6 : 3    | George Killington    |  | 22  | Andrew Gilding     | 0 : 6    | Gabriel Clemens       |
| 23  | Jason Lowe            | 6 : 4    | John Scott (Q)       |  | 24  | Nathan Aspinall    | 6 : 3    | Andrew Pullen (Q)     |
| 25  | Carl Wilkinson        | 2 : 6    | Ricky Evans          |  | 26  | Cody Harris        | 2 : 6    | Michael Barnard       |
| 27  | Ron Meulenkamp        | 6 : 1    | Joe Davis (Q)        |  | 28  | Harry Ward (Q)     | 6 : 1    | Ted Evetts            |
| 29  | Michael Rasztovits    | -        | Maik Langendorf      |  | 30  | Ryan Meikle        | 6 : 4    | Mark Craddock (Q)     |
| 31  | James Richardson      | 0 : 6    | Robert Rickwood      |  | 32  | Richard North      | 5 : 6    | Paul Nicholson        |

### 3. Runde
| Nr. | Spieler 1          | Ergebnis | Spieler 2             |  | Nr. | Spieler 1        | Ergebnis | Spieler 2          |
| --- | ------------------ | -------- | --------------------- |  | --- | ---------------- | -------- | ------------------ |
| 1   | David Airey (Q)    | 3 : 10   | Jason Lowe            |  | 2   | John Part        | 10 : 2   | David Evans        |
| 3   | David Pallett      | 10 : 8   | Robert Thornton       |  | 4   | Ricky Evans      | 10 : 6   | Luke Humphries     |
| 5   | Steve Beaton       | 8 : 10   | Jermaine Wattimena    |  | 6   | Robert Owen      | 10 : 2   | Jamie Lewis        |
| 7   | Kim Huybrechts     | 10 : 8   | Gabriel Clemens       |  | 8   | Steve West       | 10 : 9   | Darryl Pilgrim (Q) |
| 9   | Krzysztof Ratajski | 10 : 7   | Darren Webster        |  | 10  | Simon Stevenson  | 6 : 10   | James Wade         |
| 11  | Peter Wright       | 9 : 10   | Nathan Rafferty       |  | 12  | Chris Dobey      | 10 : 2   | Harry Ward (Q)     |
| 13  | John Henderson     | 4 : 10   | Matthew Edgar         |  | 14  | Paul Hogan (Q)   | 10 : 6   | Paul Nicholson     |
| 15  | Jeffrey de Zwaan   | 10 : 8   | Michael van Gerwen    |  | 16  | Robert Rickwood  | 3 : 10   | Gary Anderson      |
| 17  | Kirk Shepherd      | 5 : 10   | Michael Smith         |  | 18  | Ian White        | 10 : 7   | Simon Whitlock     |
| 19  | Mervyn King        | 10 : 4   | Raymond van Barneveld |  | 20  | Nathan Aspinall  | 8 : 10   | Rob Cross          |
| 21  | Daryl Gurney       | 10 : 9   | Jelle Klaasen         |  | 22  | Martin Schindler | 10 : 7   | Ryan Harrington    |
| 23  | Adrian Lewis       | 5 : 10   | Dirk van Duijvenbode  |  | 24  | Alex Roy (Q)     | 6 : 10   | Gerwyn Price       |
| 25  | Justin Pipe        | 3 : 10   | Stephen Bunting       |  | 26  | Dave Chisnall    | 6 : 10   | Ryan Meikle        |
| 27  | Jonny Clayton      | 10 : 6   | Michael Barnard       |  | 28  | Dave Prins       | 4 : 10   | Ron Meulenkamp     |
| 29  | Kyle Anderson      | 10 : 7   | Vincent van der Voort |  | 30  | Joe Cullen       | 8 : 10   | Keegan Brown       |
| 31  | Michael Rasztovits | 5 : 10   | Corey Cadby           |  | 32  | Freilos          | -        | Jamie Hughes       |

### 4. Runde
Samstag, 3. März
| Nr. | Spieler 1     | Ergebnis | Spieler 2        |  | Nr. | Spieler 1            | Ergebnis | Spieler 2          |
| --- | ------------- | -------- | ---------------- |  | --- | -------------------- | -------- | ------------------ |
| 1   | Daryl Gurney  | 5 : 10   | Kim Huybrechts   |  | 9   | Robert Owen          | 10 : 9   | Nathan Rafferty    |
| 2   | Gary Anderson | 10 : 3   | Ricky Evans      |  | 10  | David Pallett        | 10 : 6   | James Wade         |
| 3   | Rob Cross     | 10 : 7   | Kyle Anderson    |  | 11  | Steve West           | 10 : 7   | Matthew Edgar      |
| 4   | Corey Cadby   | 10 : 7   | Martin Schindler |  | 12  | Keegan Brown         | 5 : 10   | Krzysztof Ratajski |
| 5   | Chris Dobey   | 10 : 5   | Jason Lowe       |  | 13  | Dirk van Duijvenbode | 6 : 10   | Gerwyn Price       |
| 6   | Mervyn King   | 10 : 8   | Jonny Clayton    |  | 14  | Jamie Hughes         | 8 : 10   | Ian White          |
| 7   | Ryan Meikle   | 4 : 10   | Michael Smith    |  | 15  | Stephen Bunting      | 8 : 10   | Jermaine Wattimena |
| 8   | John Part     | 10 : 9   | Ron Meulenkamp   |  | 16  | Paul Hogan (Q)       | 10 : 8   | Jeffrey de Zwaan   |

### Achtelfinale
| Nr. | Spieler 1          | Ergebnis | Spieler 2          |  | Nr. | Spieler 1     | Ergebnis | Spieler 2      |
| --- | ------------------ | -------- | ------------------ |  | --- | ------------- | -------- | -------------- |
| 1   | Mervyn King        | 8 : 10   | John Part          |  | 5   | Ian White     | 7 : 10   | Robert Owen    |
| 2   | Paul Hogan (Q)     | 9 : 10   | Gerwyn Price       |  | 6   | Steve West    | 10 : 9   | Michael Smith  |
| 3   | Jermaine Wattimena | 6 : 10   | Gary Anderson      |  | 7   | David Pallett | 10 : 7   | Kim Huybrechts |
| 4   | Rob Cross          | 10 : 3   | Krzysztof Ratajski |  | 8   | Corey Cadby   | 10 : 7   | Chris Dobey    |

### Viertelfinale, Halbfinale & Finale
Sonntag, 4. März
| Viertelfinale 5. März 2017 Best of 19 legs | Viertelfinale 5. März 2017 Best of 19 legs | Viertelfinale 5. März 2017 Best of 19 legs |                     |    | Halbfinale 5. März 2017 Best of 21 legs | Halbfinale 5. März 2017 Best of 21 legs | Halbfinale 5. März 2017 Best of 21 legs |  |  | Finale 5. März 2017 Best of 21 legs | Finale 5. März 2017 Best of 21 legs | Finale 5. März 2017 Best of 21 legs |
|                                            |                                            |                                            |                     |    |                                         |                                         |                                         |  |  |                                     |                                     |                                     |
|                                            | Gary Anderson 98,31                        | 10                                         |                     |    |                                         |                                         |                                         |  |  |                                     |                                     |                                     |
|                                            | Rob Cross 95,53                            | 5                                          |                     |    |                                         |                                         |                                         |  |  |                                     |                                     |                                     |
|                                            | Rob Cross 95,53                            | 5                                          | Gary Anderson 95,31 | 11 |                                         |                                         |                                         |  |  |                                     |                                     |                                     |
|                                            |                                            |                                            | Gary Anderson 95,31 | 11 |                                         |                                         |                                         |  |  |                                     |                                     |                                     |
|                                            |                                            | David Pallett 87,40                        | 7                   |    |                                         |                                         |                                         |  |  |                                     |                                     |                                     |
|                                            | David Pallett 95,30                        | David Pallett 87,40                        | 7                   | 10 |                                         |                                         |                                         |  |  |                                     |                                     |                                     |
|                                            |                                            |                                            |                     | 10 |                                         |                                         |                                         |  |  |                                     |                                     |                                     |
|                                            | Steve West 91,56                           | 5                                          |                     |    |                                         |                                         |                                         |  |  |                                     |                                     |                                     |
|                                            | Steve West 91,56                           | 5                                          | Gary Anderson 95,71 | 11 |                                         |                                         |                                         |  |  |                                     |                                     |                                     |
|                                            |                                            |                                            |                     | 11 |                                         |                                         |                                         |  |  |                                     |                                     |                                     |
|                                            |                                            | Corey Cadby 99,78                          | 7                   |    |                                         |                                         |                                         |  |  |                                     |                                     |                                     |
|                                            | Corey Cadby 99,32                          | Corey Cadby 99,78                          | 7                   | 10 |                                         |                                         |                                         |  |  |                                     |                                     |                                     |
|                                            |                                            |                                            |                     | 10 |                                         |                                         |                                         |  |  |                                     |                                     |                                     |
|                                            | Gerwyn Price 94,25                         | 6                                          |                     |    |                                         |                                         |                                         |  |  |                                     |                                     |                                     |
|                                            | Gerwyn Price 94,25                         | 6                                          | Corey Cadby 99,90   | 11 |                                         |                                         |                                         |  |  |                                     |                                     |                                     |
|                                            |                                            |                                            | Corey Cadby 99,90   | 11 |                                         |                                         |                                         |  |  |                                     |                                     |                                     |
|                                            |                                            | Robert Owen 90,15                          | 3                   |    |                                         |                                         |                                         |  |  |                                     |                                     |                                     |
|                                            | John Part 80,72                            | Robert Owen 90,15                          | 3                   | 3  |                                         |                                         |                                         |  |  |                                     |                                     |                                     |
|                                            |                                            |                                            |                     | 3  |                                         |                                         |                                         |  |  |                                     |                                     |                                     |
|                                            | Robert Owen 98,94                          | 10                                         |                     |    |                                         |                                         |                                         |  |  |                                     |                                     |                                     |

## Übertragung
Im deutschsprachigen Raum übertrug der Streaming-Dienst DAZN die Veranstaltung exklusiv.
Zudem bot die PDC einen Livestream zum Turnier an.